# Jindřich Hásek
Jindřich Hásek (22. června 1947 Písek – 12. ledna 2007 Rožmitál pod Třemšínem) byl český spisovatel, redaktor a historik zaměřený na dějiny Rožmitálska.

## Životopis
Jindřich Hásek vystudoval střední uměleckou školu v Praze. Jeho o třináct let starší bratr byl Miroslav Hásek, grafik a malíř, který se také zajímal o historii Rožmitálska. V roce 1975 se oženil. Se svou ženou se seznámil, když byl členem zájmové skupiny Hudební mládež. Pracoval v oddělení propagace  Základny rozvoje uranového průmyslu v Příbrami (ZRUP). Při zaměstnání v ZRUP připravoval v rámci tehdejšího kulturního střediska diskuzní pořad, na který zval významné osobnosti. V roce 1985 mu nakladatelství Československý spisovatel vydalo básnickou sbírku Rejstřík pro útlý hlas. Koncem 90. let se stal vedoucím kulturního střediska v Rožmitále pod Třemšínem. V roce 1990 byla na jeho popud založena Společnost Jakuba Jana Ryby v níž byl předsedou. Prostřednictvím okresního úřadu v bavorském Chamu zorganizoval první výměnné zájezdy dětských dechových orchestrů. Navázal také spojení s chrámovým sborem v Laatzenu u Hannoveru, který tehdy uváděl Českou mši vánoční již po desáté. V červenci roku 1991 otevřel v Brdském památníku v Rožmitále pod Třemšínem muzeum. Hásek si byl vědom nevhodných podmínek ve vlhké třídě staré školy, ve kterých byly uloženy muzejní předměty, proto se rozhodl vybudovat nové muzeum, i když bylo stále jak sám říkal, provizorní. Na nové muzeum byl původně schválen příspěvek od okresu Rožmitál ve výši 200 tisíc Kčs, ale vzápětí jej vedení Rožmitálu odmítlo vydat. I přesto se dal do práce a po šesti měsících za pomoci manželů Tomanových a pana Brettla, otevřel muzeum i „Síň Jakuba Jana Ryby“. Ve stejném roce odešel z Kulturního střediska v Rožmitále a začal pracovat v Příbramském týdeníku jako redaktor. Když okresní noviny koupil bavorský koncern Passauer Neue, byl jmenován šéfredaktorem. Týdeník byl změněn na deník. Po zveřejnění rozhovoru s Jaroslavem Hutkou na Jindřicha Háska podal žalobu exministr Dyba. Soud ale nevyhrál. Po deseti letech práce v redakci Hásek založil vlastní vydavatelství a začal vydávat publikace o významných osobnostech rožmitálské historie. Stal se šéfredaktorem Třemšínských listů. V Zámecké hospodě v Rožmitále začal organizovat setkání s osobnostmi z uměleckého světa a zájmovými skupinami. Průběžně pracoval na koncepci nového muzea. Navazoval kontakty s českými kulturními centry v zahraničí. První prezentace Rožmitálu a Jakuba Jana Ryby se uskutečnila na konci roku 2006 v Drážďanech a v lednu 2007 ve Vídni. Dne 12. ledna 2007 zahajoval vernisáž výstavy starých fotografií Rožmitálu v Galerii pod zámkem s názvem „Tudy kráčela historie“. Později toho dne večer zemřel. Pohřeb se konal 20. ledna 2007 ve farním kostele Povýšení svatého Kříže ve Starém Rožmitále.

## Knihy
- Rejstřík pro útlý hlas (1985)
- Toulky za Jakubem Janem Rybou (2004)
- Královna Johana a laskavec lidský (2004)
- Kouzelné město Rožmitál (2004)
- Kouzelné město Rožmitál 2 (2004)
- Podivuhodný příběh Rožmitálského zámku (2005)
- Zlaté zvoničky (2005)
- Příběhy Rybovy vánoční mše (2006)